# Micranthocereus
Micranthocereus é um gênero botânico da família cactaceae.

## Sinonímia
- Austrocephalocereus Backeb.
- Siccobaccatus P.J.Braun & Esteves h

## Espécies
Micranthocereus albicephalus

Micranthocereus flaviflorus

Micranthocereus polyanthus

Micranthocereus purpureus